# Rémi Senal
Rémi Senal, né le 14 mai 1994 à Mont de Marsan, et un karatéka français évoluant dans la catégorie des 60 kg, combattant pour la grande partie des compétitions au sein de la Fédération française de karaté.Il obtient en 2017 son premier titre de Champion de France à Charleville-Mézières.

En 2024, après 4 participations et 4 médailles d'argents, c'est lors des Mondiaux 2024 en Ecosse WKA, qu'il remporte trois titres de champion du monde.

## Palmarès

### Championnats du monde WKA
- Ecosse 2024
  -  Champion du monde boxe anglaise en moins de 64 kg
  -  Champion du monde light-contact en moins de 64 kg
  -  Champion du monde kick-light en moins de 64 kg
- Pays de Galles 2022
  -  Vice-champion du monde light-contact en moins de 60 kg
  -  Vice-champion du monde kick-light en moins de 60 kg

### Championnats du monde WKO
- Barnsley 2025
  -  Champion du monde light-continuous en moins de 70 kg
- Barnsley 2025
  -  Vice-champion du monde low-kick en moins de 64 kg
- Barnsley 2025
  -  Vice-champion du monde boxe anglaise en moins de 64 kg

### Championnats du monde WFMC
- Allemagne 2023
  -  Vice-champion du monde grappling en moins de 64 kg
  -  Vice-champion du monde light-contact en moins de 64 kg
  -  Médaillé de bronze kick-light en moins de 64 kg
- Allemagne 2019
  -  Vice-champion du monde light-contact en moins de 60 kg
  -  Médaillé de bronze kick-light en moins de 60 kg

### Championnats d'Europe WKO
- Barnsley 2025
  -  Champion d'Europe light-contact kickboxing en moins de 64 kg
- Barnsley 2025
  -  Vice-champion d'Europe low-kick en moins de 64 kg

### Open International Angleterre WKO
- Barnsley 2025
  -  Vainqueur de l'Open International light-contact kickboxing en moins de 64 kg
- Barnsley 2025
  -  Vainqueur de l'Open International light-continuous en moins de 64 kg

### Open International de Paris FFK
- Paris 2023
  -  Vainqueur de l'Open International light-contact en moins de 60 kg
- Paris 2022
  -  Médaille d'argent light-contact en moins de 60 kg
- Paris 2020
  -  Médaille d'argent light-contact en moins de 60 kg

### Championnats de France
- Dijon 2025
  -  Champion de France semi-contact en moins de 64 kg
- Lyon 2024
  -  Champion de France light-contact en moins de 64 kg
- Paris 2022
  -  Médaille d'argent light-contact en moins de 60 kg
- Charleville-Mézières 2019
  -  Champion de France semi-contact en moins de 64 kg
- Paris 2018
  -  Champion de France interdiscipline en moins de 60 kg
- Charleville-Mézières 2017
  -  Champion de France semi-contact en moins de 60 kg
- Paris 2016
  -  Médaille de bronze contact en moins de 60 kg

### Coupe de France
- Valence 2024
  -  Médaille d'argent Coupe de france semi-contact en moins de 64kg
- Toulouse 2023
  -  Vainqueur Coupe de france semi-contact en moins de 64kg
- Toulouse 2022
  -  Vainqueur Coupe de france semi-contact en moins de 64kg
- Toulouse 2021
  -  Médaille d'argent Coupe de france semi-contact en moins de 68kg
- Nimes 2019
  -  Vainqueur Coupe de france semi-contact en moins de 64kg
- Nimes 2018
  -  Vainqueur Coupe de france semi-contact en moins de 60kg
- Nimes 2018
  -  Vainqueur Coupe de france light-contact en moins de 60kg
- Nimes 2017
  -  Vainqueur Coupe de france light-contact en moins de 60kg
- Vernon 2017
  -  Vainqueur Coupe de france light-contact en moins de 60kg

-Stimcare :
- Sud Ouest,,,,,,,,
,
,
, :
- Ze Mag, :
- France Bleu Gascogne :
- Samourai Girondin,,,,,, :
-FGL L'info :